# Emblyna borealis
Emblyna borealis är en spindelart som först beskrevs av O. Pickard-Cambridge 1877.  Emblyna borealis ingår i släktet Emblyna och familjen kardarspindlar. Utöver nominatformen finns också underarten E. b. cavernosa.